# Braemar-legene
Braemar-legene (en. Braemar Gathering) i daglig omtale The Games, afholdes årligt, den første lørdag i september måned, i den skotske by Braemar, med traditionel deltagelse af den kongelige engelske familie.
Legene menes at have fundet sted siden Malcolm 3. af Skotlands regeringstid i tusind-tallet, hvor skotske klaner samledes for fredelige konkurrencer og dyster.
I 1746 stoppede det britiske parlament alle klan-sammenkomster, hvilket også gjaldt for Braemar-legene.
Legene blev genoptaget i 1782 og har været afholdt siden.